# Erika Mann
Erika Julia Hedwig Mann (ur. 9 listopada 1905 w Monachium, zm. 27 sierpnia 1969 w Zurychu) – niemiecka aktorka i pisarka.
Największy rozgłos zdobyła relacją z podróży dookoła świata Rundherum (1929).

## Życiorys
Była córką Thomasa Manna, siostrą Klausa, Golo i Moniki. W 1924 roku ukończyła Luisen-Gymnasium w Monachium. Jeszcze podczas nauki w szkole średniej, po raz pierwszy pojawiła się na scenie w Deutsches Theater w Berlinie, zaangażowana przez Maxa Reinhardta.
Po ukończeniu szkoły średniej Mann rozpoczęła studia aktorskie w Berlinie, które przerwała w związku z licznymi angażami aktorskimi na scenach Hamburga, Berlina i Frankfurtu. W 1928 roku Erika Mann rozpoczęła pracę w Münchner Neueste Nachrichten i w berlińskim magazynie Tempo. W 1933 założyła w Monachium słynny polityczny kabaret Die Pfeffermühle.
W 1935 roku władze nazistowskie pozbawiły ją niemieckiego obywatelstwa. Erika była ostatnim członkiem rodziny Mannów, który opuścił Niemcy po dojściu nazistów do władzy – jak reszta rodziny przeniosła się do Zurychu.

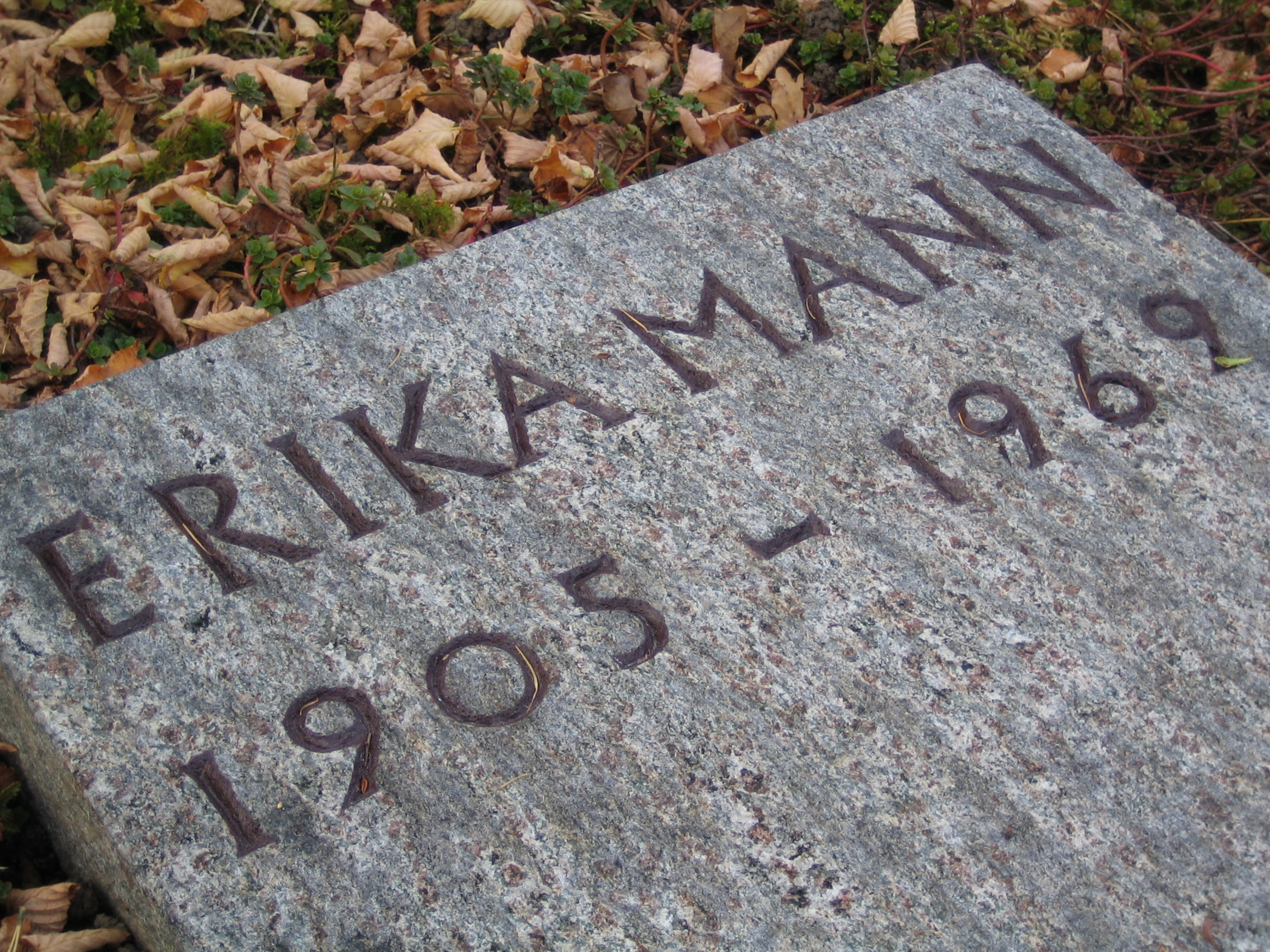
Grób Eriki Mann

W 1938 roku Erika wraz z bratem Klausem udali się do Hiszpanii, aby stworzyć raporty na temat hiszpańskiej wojny domowej, które zostały opublikowane pod tytułem Powrót z Hiszpanii.
Od października do sierpnia 1940 i od czerwca do września 1941 Erika Mann pracowała jako korespondentka brytyjskiej BBC.
Od 1942 roku pracowała dla amerykańskiego Biura Informacji Wojennej w Nowym Jorku. Jako korespondentka wojenna była również obecna podczas lądowania aliantów zachodnich w Normandii w 1944 roku. W 1945 roku Mann była jedyną kobietą, która relacjonowała przygotowania i przeprowadzenie procesów norymberskich.
W 1952 roku opuściła USA i powróciła do Szwajcarii.
Erika Mann zmarła 27 sierpnia 1969 roku w szpitalu w Zurychu na guza mózgu. Została pochowana w grobie rodzinnym na cmentarzu w Kilchbergu.

## Życie prywatne
Artystka była dwukrotnie zamężna. Pierwsze małżeństwo z aktorem Gustafem Gründgensem zawarte w 1926 roku rozpadło się po 3 latach. Drugie zawarła dla uzyskania obywatelstwa brytyjskiego z angielskim poetą i pisarzem W.H. Audenem w 1935 roku.
Była orientacji homoseksualnej. W 1930 roku związała się ze szwajcarską pisarką Annemarie Schwarzenbach. Jej długoletnią partnerką była włoska aktorka i krytyk literacka Signe von Scanzoni (1915–2002).